# Сайдрахимов, Мадияр
Мадияр Надиярович Сайдрахимов (узб. Madiyar Nadiyar Ogli Saydraximov; каз.  Мадияр Надиярұлы Сайдрәхимов род. 19 августа 1997, Газалкент, Ташкентская область, Узбекистан) — узбекистанский боксёр-любитель, выступающий в полутяжёлой и в первой тяжёлой весовых категориях. Член национальной сборной Узбекистана по боксу, бронзовый призёр чемпионата мира (2021), серебряный призёр чемпионата Азии (2022), чемпион Всемирных военных игр (2019), многократный победитель и призёр международных и национальных турниров в любителях.
Финалист командного полупрофессионального турнира «Лига бокса. Интерконтинентальный Кубок» (2022).

## Биография
Мадияр Сайдрахимов родился в 1997 году в городе Газалкент, в Узбекистане. Является этническим казахом.

## Любительская карьера
В 2017—2018 годах выступал в полупрофессиональной лиге World Series of Boxing, защищая честь команды «Узбекские тигры» в полутяжёлом весе. Где потерпел два поражения по очкам от россиянина Павла Силягина и от знаменитого кубинца Хулио Сесара Ла Круса.
В октябре 2019 года стал победителем в категории до 91 кг на Всемирных военных играх в Ухане (Китай), в финале победив опытного казаха Абзала Куттыбекова.

### 2021—2022 годы
В начале ноября 2021 года в Белграде (Сербия), стал бронзовым призёром чемпионата мира в категории до 92 кг. Где в 1/16 финала победил по очкам опытного белоруса Владислава Смягликова, в 1/8 финала по очкам победил казаха Айбека Оралбая, в четвертьфинале по очкам победил англичанина Льюиса Уильямса, но в полуфинале по очкам опять проиграл кубинцу Хулио Сесару Ла Крусу.
В феврале 2022 года стал победителем в весе до 92 кг престижного международного турнира «Странджа» проходившем в Софии (Болгария), в финале победив по очкам опытного болгарского боксёра Радослава Панталеева.
В ноябре 2022 года стал серебряным призёром чемпионата Азии в Аммане (Иордания) в категории до 92 кг, в финале единогласным решением судей проиграв казаху Айбеку Оралбаю.

## Профессиональная карьера
14 октября 2017 года в Куала-Лумпуре (Малайзия) дебютировал на профессиональном ринге, единогласным решением судей (счёт: 39-37, 40-36 — дважды) победив латвийца Романа Середюка (1-0).
В июне 2022 года в составе команды Сборной Азии стал финалистом коммерческого командного Интерконтинентального Кубка «Лига бокса» прошедшего в Москве, и организованного букмекерской компанией «Лига Ставок» и телеканалом «Первый канал». Кубок прошёл по полупрофессиональным правилам: проходили 4-х раундовые бои по профессиональным правилам, но в мягких любительских боксёрских перчатках. Сайдрахимов участвовал во всех четырёх турнирах этого Кубка выступая в весе до 90 кг, и победил боксёров из команд Африки и Америки, но дважды проиграл, в финале даже досрочно, опытному боксёру-любителю Муслиму Гаджимагомедову из команды России.

## Статистика профессиональных боёв
В таблице перечислены результаты всех поединков боксёров.
В каждой строке указан результат поединка. Дополнительно номер поединка обозначен цветом, который обозначает итог поединка. Расшифровка обозначений и цветов представлена в нижеследующей таблице.
| Пример | Расшифровка                     |
| ------ | ------------------------------- |
|        | Победа                          |
|        | Ничья                           |
|        | Поражение                       |
|        | Планируемый поединок            |
|        | Поединок признан несостоявшимся |
| КО     | Нокаут                          |
| ТКО    | Технический нокаут              |
| PTS    | Решение судей (по очкам)        |
| UD     | Единогласное решение судей      |
| MD     | Решение большинства судей       |
| SD     | Раздельное решение судей        |
| RTD    | Отказ от продолжения боя        |
| DQ     | Дисквалификация                 |
| NC     | Поединок признан несостоявшимся |

| 1 поединок, 1 победа (0 нокаутом). | 1 поединок, 1 победа (0 нокаутом). | 1 поединок, 1 победа (0 нокаутом). | 1 поединок, 1 победа (0 нокаутом). | 1 поединок, 1 победа (0 нокаутом).        | 1 поединок, 1 победа (0 нокаутом). | 1 поединок, 1 победа (0 нокаутом).                                 |
| Бой                                | Рекорд                             | Дата боя                           | Соперник                           | Место проведения боя                      | Раундов, время                     | Дополнительно                                                      |
| ---------------------------------- | ---------------------------------- | ---------------------------------- | ---------------------------------- | ----------------------------------------- | ---------------------------------- | ------------------------------------------------------------------ |
| 1                                  | 1-0                                | 14 октября 2017                    | Роман Середюк (1-0)                | Стадион Титвангса, Куала-Лумпур, Малайзия | UD 4 (4)                           | Счёт судей: 39-37, 40-36 (дважды). Дебют в профессиональном боксе. |